# الزعزوع
الزعزوع قرية سورية تتبع ناحية سلوك في منطقة تل أبيض في محافظة الرقة. بلغ عدد سكانها 779 نسمة في عام 2004 حسب إحصاء المكتب المركزي للإحصاء.